# 静岡県立伊東商業高等学校
静岡県立伊東商業高等学校（しずおかけんりつ いとうしょうぎょうこうとうがっこう）は、静岡県伊東市に所在した公立の商業高等学校（三島・伊豆・田方地区）。

## 設置学科
- 総合ビジネス科

2019年度の募集定員は全日制普通科120名となっている。

## 沿革
- 1963年4月1日 - 開校。
- 2023年 - 静岡県立伊東高等学校と併合し、静岡県立伊豆伊東高等学校が開校。それにともない伊東商業高校は閉校。

## 部活動
運動部
- 野球部
- サッカー部
- 陸上部
- テニス部
- 男子バスケット部
- 女子バスケット部
- 卓球部
- 男子バレーボール部
- 女子バレーボール部
- バドミントン部
- 水泳部

文化部
- 簿記部
- 情報処理部
- ワープロ部
- 珠算部
- 吹奏楽部
- 家庭部
- 華道部

## 卒業生
- 中村稔[1] - プロゴルファー
- 土山録志[2] - プロゴルファー
- 岩下吉久[3] - プロゴルファー
- 坂下定夫[4] - プロゴルファー
- 竹安大知 - プロ野球選手（二松学舎大附属より転校）

## 所在地
- 〒414-0051　静岡県伊東市吉田748-1